# Фантастическая четвёрка (мультсериал, 1967)
«Фантастическая четвёрка» (англ. Fantastic Four) — американский мультипликационный сериал, разработанный компанией Hanna-Barbera, а также первый мультсериал, основанный на комиксах о Фантастической четвёрке от издательства Marvel Comics. Дизайн персонажей разработал мультипликатор Алекс Тот. Мультсериал транслировался с 1967 по 1968 год на канале ABC. Было выпущено 20 эпизодов, после чего сериал был закрыт. Также «Фантастическая четвёрка» была повторно показана в рамках сериала-антологии «Hanna-Barbera’s World of Super Adventure».
В 1978 году DePatie–Freleng Enterprises разработала новый мультсериал о супергеройской команде, также получивший название «Фантастическая четвёрка».
В настоящее время Disney владеет правами на большинство мультипликационных сериалов 1960-х — 1990-х годов, основанных на Marvel Comics. Тем не менее, «Фантастическая четвёрка» 1967 года была создана Hanna-Barbera, чей архив в настоящее время принадлежит Time Warner, что делает сериал одним из немногих телевизионных проектов, которые не находятся в распоряжении Disney.

## Сюжет
По сюжету супергеройской команде Фантастической четвёрке предстоит столкнуться со своими классическими врагами, включая Доктора Дума, Человека-крота и Диабло.

## В ролях

### Главные роли
- Пол Фрис — Существо / Бенджамин Джей Гримм, Уату Наблюдатель
- Джек Фландерс — Человек-факел / Джонни Шторм
- Джералд Мор — Мистер Фантастик / Рид Ричардс
- Джо Энн Пфлюг — Невидимая девушка / Сьюзан Шторм Ричардс

### Второстепенные роли
- Тол Эвери — военачальник Моррат
- Тед Кэссиди — Галактус
- Генри Корден — Аттума, Молекулярный человек
- Режис Кордик — Диабло
- Фрэнк Герстл — Бластаар
- Дон Мессик — Куррго, Император Скруллов
- Марвин Миллер — Супер-Скрулл
- Вик Перрин — Красный призрак, Серебряный Сёрфер, Профессор Гамма/Демон
- Майк Роад — Принц Тритон, Рама-Тат
- Джозеф Сирола — Доктор Дум
- Хэл Смит — Судья, Кло, Отто фон Ленц
- Джинни Тайлер — Анелл
- Джанет Уолдо — Леди Дорма, принцесса Перла
- Джек ДеЛеон — Человек-крот

## Эпизоды
| № | Название                                                           | Дата премьеры    |
| --- | ------------------------------------------------------------------ | ---------------- |
| 1 | «Угроза Человека-крота» «Menace of the Mole Men»                   | 9 сентября 1967  |
| Члены Фантастической четвёрки отправляются проводить эксперименты на отдалённом острове. Тем их поджидает Человек-крот, который ловит команду в радиационное поле и заявляет о своём намерении затопить крупнейшие города мира. Фантастическая четвёрка сбегает, но Человек-крот вновь ловит супергероев в плен. Тем не менее, команде, в конечном итоге, удаётся помешать Человеку-кроту и покинуть остров. |                                                                    |                  |
| 2 | «Диабло» «Diablo»                                                  | 16 сентября 1967 |
| Фантастическая четвёрка находит разрушенный замок в Трансильвании. К Существу взывает Диабло, и он, не в силах сопротивляться, освобождает злодея из тюрьмы, а тот, в свою очередь, продолжает контролировать действия Гримма. Диабло обманывает мир, заставляя человечество думать, что он поможет людям в их бедах. Тем не менее, мир вскоре распознаёт козни Диабло. Фантастическая четвёрка атакует замок Диабло, однако, оказавшись в подземельях, квартет попадает в плен. Бен сбегает и освобождает остальных, после чего всем вместе они одерживают победу. |                                                                    |                  |
| 3 | «Как всё началось» «The Way It All Began»                          | 23 сентября 1967 |
| Доктор Дум прибывает в Нью-Йорк, желая получить дипломатическую неприкосновенность. В присутствии Фантастической четвёрки и комиссара полиции Мистер Фантастик вспоминает их с Виктором знакомство, прежде чем тот встал на путь зла и провозгласил себя Доктором Думом. Виктор работал над опасным экспериментом, в результате которого очутился в больнице, был исключён из университета, а его лицо исказили шрамы, после чего Дум поклялся отомстить Ричардсу. Бен и Рид стали солдатами во время Второй мировой войны. Некоторое время спустя, вместе со Сьюзан и Джонни Штормами они отправились исследовать космос на борту ракеты. По возвращении они сформировали Фантастическую четвёрку, когда каждый из них получил уникальные способности. В настоящем времени Доктор Дум бросил вызов команде и раскрыл им собственной происхождение, в том числе о том, что его нашли тибетские монахи, которые выковали для него доспехи. Доктор Дум пытается отомстить, но терпит поражение. |                                                                    |                  |
| 4 | «Нападение Супер-Скруллов» «Invasion of the Super Skrulls»         | 30 сентября 1967 |
| Скруллами не удаётся уничтожить Фантастическую четвёрку. Они создают Супер-Скрулла, обладающего способностями каждого члена команды. Оказавшись не в состоянии совладать с ним, Фантастическая четвёрка заманивает Супер-Скрулла на Кратерный остров. Сьюзан устанавливает устройство, заглушающее звуковые волны, из-за чего их враг теряет доступ к своим силам и проигрывает Четвёрке. |                                                                    |                  |
| 5 | «Когти» «Klaws»                                                    | 7 октября 1967   |
| Кло пытается победить Фантастическую четвёрку при помощи своих укреплённых звуковых волн. Находившийся в отпуске Человек-факел прибывает в самый последний момент, чтобы помочь Мистеру Фантастику остановить Кло. |                                                                    |                  |
| 6 | «Красный призрак» «Red Ghost»                                      | 7 октября 1967   |
| Рид соревнуется с доктором Крагоффым, который так же как и он намеревается отправиться на Луну для проведения астрономических исследований. Во время экспедиции у доктора Крагоффа и его команды приматов проявляются сверхчеловеческие способности. Сам учёный оказывается в состоянии становиться прозрачным. Во время противостояния с Фантастической четвёркой Крагофф похищает Сьюзан, однако та успешно сбегает и предотвращает уничтожение своих товарищей. С помощью специального устройства Рид превращает доктора Крагоффа в пластиковую статую. |                                                                    |                  |
| 7 | «Узники планеты Икс» «Prisoners of Planet X»                       | 14 октября 1967  |
| НЛО похищает Фантастическую четвёрку из Научного центра на Планету Икс. Тамошний диктатор Куррго просит Фантастическую четвёрку спасти их мир от другой планеты, сбитой с её орбиты. Также Куррго поручает одному из своих роботов присматривать за землянами. Риду удаётся сформулировать рабочий план по спасению населения. На момент обдумывания плана, у Куррго появляются собственные идеи. В конечном итоге Мистер Фантастик обманывает Куррго и оставляет его на обречённой планете, в то время как население, Фантастическая четвёрка и побеждённый робот уходят в безопасное место. |                                                                    |                  |
| 8 | «Всё началось на улице Янси» «It Started on Yancy Street»          | 21 октября 1967  |
| Фантастическая четвёрка сталкивается с кучей старых знакомых с улицы Янси, однако откуда ни возьмись появляется их старый враг доктор Крагофф и его приматы, которые захватывает команду в плен. Во время путешествия на Луну корабль подвергается метеоритному обстрелу, в результате чего терпит крушение, однако Крагоффу и приматам удаётся покинуть борт. Четвёрка едва успевает добраться до источника кислорода, находящегося в лаборатории Наблюдателя Уату. Используя одно из устройств Наблюдателя, Рид сбивает корабль доктора Крагоффа, а Невидимая леди загоняет их врага в транснитронную машину. Рид использует эту машину, чтобы вернуться на Землю. |                                                                    |                  |
| 9 | «Три предсказания Доктора Дума» «Three Predictions of Dr. Doom»    | 28 октября 1967  |
| Доктор Дум бросает вызов Фантастической четвёрке и начинает свой план с захвата Сьюзан. Вскоре команде удаётся обнаружить местоположение летающей крепости Дума и проникнуть в неё, однако Существо возвращается в своё человеческие обличье, в то время как Рид и Джонни также оказываются в ловушке. Тем не менее, Бен вновь превращается в Существо, после чего освобождает остальных и срывает замысел Доктора Дума. Четвёрка преследует Дума и возвращается в летающую крепость. Пройдя череду препятствий, они останавливают злодеяния их врага. |                                                                    |                  |
| 10 | «Смотри! Далёкая звезда» «Behold a Distant Star»                   | 4 ноября 1967    |
| Фантастическая четвёрка проводит испытание ракеты, в ходе которого команда попадает в Галактику Скруллов. После победы над Скруллами в первом раунде супергерои слабеют и попадают в плен. Жестокий полководец Скруллов Моррат желает свергнуть Императора Скруллов. Военачальник предоставляет Фантастической четвёрке выбор — присоединиться к нему или умереть. Рид обманом заставляет Моррата восстановить их силу. Они побеждают военачальника, когда прибывает Император Скруллов. Император Скруллов позволяет Фантастической четвёрке вернуться на Землю, в то время как сам планирует в скором времени разобраться с предателем. |                                                                    |                  |
| 11 | «Демон в глубине» «Demon in the Deep»                              | 11 ноября 1967   |
| Фантастическая четвёрка успешно побеждает приспешников доктора Гаммы и взрывает остров, где располагалась их база, при помощи секретного оружия. Во время побега доктор Гамма подвергается воздействию радиации на морском дне и мутирует в подводное существо. Человек-факел ссорится со своими товарищами по команде и покидает Фантастическую четвёрку. Он в одиночку побеждает Гамма Рэя в одиночку, однако тот заручается поддержкой гигантского кашалота, после чего Джонни возвращается в команду. Бену удаётся уничтожить морского монстра. Несмотря на поражение, Гамма Рэй заявляет, что ещё вернётся. |                                                                    |                  |
| 12 | «Опасность в глубинах» «Danger in the Depths»                      | 18 ноября 1967   |
| Джонни находит леди Дорму и забирает её в штаб-квартиру Фантастической четвёрки. Она утверждает, что прибыла из расположенного глубоко под водой государства под названием Пацифика, которое захватил узурпатор Аттума. Команда успешно проникает на родину Дормы, минуя силы Аттумы. Тритон предлагает Аттуме сразиться один на один, однако люди последнего устанавливают ловушки, чтобы Тритон проиграл бой. Фантастическая четвёрка расправляется со всеми ловушками, а Тритон выходит победителем, освободив город из-под власти Аттумы. |                                                                    |                  |
| 13 | «Возвращение Человека-Крота» «Return of the Mole Man»              | 25 ноября 1967   |
| Человек-крот вызывает землетрясение, из-за чего городские здания погружаются под землю. Ко всему прочему, он и его молоиды похищают Невидимую леди. Злодей дожидается прибытия оставшихся членов команды и отправляет их обратно на поверхность, чтобы те предотвратили вмешательство армии. Фантастическая четвёрка обнаруживает другой проход в подземный мир. Джонни спасает Сьюзан, и команда попадает в лабораторию. Они возвращают здания на поверхность и убегают из взрывающихся пещер. |                                                                    |                  |
| 14 | «Рама-Тат» «Rama-Tut»                                              | 9 декабря 1967   |
| Вернувшись из отпуска, Рид говорит Бену, что придумал, как тот сможет вернуться в нормальное состояние. Они направляются в заброшенный замок Доктора Дума, чтобы использовать машину времени, оставленную их старым врагом. В 2000 году до н. э. Четвёрка попадает в плен к фараону Рама-Тату. Тот желает жениться на Сьюзан, а остальных — поработить. Бен возвращается в прежнее состояние и спасает Сьюзан, однако затем вновь превращается в Существо. Команда сражается с Рама-Татом на его сфинксе. В конечном итоге они уничтожают сфинкса и возвращаются в своё время. |                                                                    |                  |
| 15 | «Галактус» «Galactus»                                              | 16 декабря 1967  |
| Наблюдателю не удаётся предотвратить появление Серебряного Сёрфера и пришествие Галактуса. Сьюзан помогает потерявшему сознание Сёрферу, и тот переосмысливает отношение к своему господину. Наблюдатель придумывает план, осуществить который под силу лишь Джонни. Рид и Бен ломают устройство Галактуса по поглощению Земли, а Серебряный Сёрфер бросает вызов Пожирателю Миров. Джонни возвращается с оружием, которое заставляет Галактуса увидеть причину не уничтожать Землю. |                                                                    |                  |
| 16 | «Микро-мир Доктора Дума» «The Micro World Of Dr. Doom»             | 30 декабря 1967  |
| Фантастическая четвёрка уменьшается в размерах, после чего Доктор Дум отправляет членов команды в Микромир. Дум рассказывает им о своих гениальных микроэкспериментах с участием короля и принцессы из Микромира. Четвёрка побеждает гигантских стражей, однако Доктор Дум ловит их и заключает в тюрьму вместе с королём и принцессой. Все они выбираются на свободу и увеличивиаются в размерах. Бен останавливает Людей-ящериц и все четверо возвращаются домой. |                                                                    |                  |
| 17 | «Бластаар, живая взрывная бомба» «Blastaar, the Living Bomb-Burst» | 6 января 1967    |
| На далёкой местные жители сражаются с Бластааром и изгоняют его. Рид и Джонни попадают в опасную космическую зону на межпространственном транспорте. Когда они возвращаются обратно, Бластаар отправляется вслед за ними. Бластаар оказывается чрезвычайно сильным противником, из-за чего Фантастическая четвёрка заманивает его на эвакуированную атомную электростанцию, где с помощью атомной материи вводят его в кому. Затем члены команды запускают его в космос. |                                                                    |                  |
| 18 | «Таинственный Молекулярный человек» «The Mysterious Molecule Man»  | 13 января 1967   |
| Фантастическая четвёрка осматривает облучённый метеорит. Появляется Молекулярный человек, который начинает угрожать общественности. После непродолжительного боя с Фантастической четвёркой он уходит, чтобы отправиться на завоевание мира. Рид создаёт оружие, которое, по его мнению, победит Молекулярного человека. Оружие работает, однако злодей сбегает и команда бросается в преследование. В конечном итоге супергерои останавливают Молекулярного человека с помощью фрагмента метеорита. |                                                                    |                  |
| 19 | «Ужасный трибунал» «The Terrible Tribunal»                         | 14 сентября 1968 |
| Фантастическая четвёрка попадает на другую планету, где членов команды считают преступниками, поскольку их обвинила троица старых врагов. Мистер Фантастик вспоминает их предыдущих столкновения с Кло, Молекулярным человеком и Бластааром. Тем временем другие члены команды сбегают и спасают Рида в момент вынесения приговора. На поверхности они сражаются с судьёй, прежде чем покинуть планету и вернуться на Землю. |                                                                    |                  |
| 20 | «Смертельный режиссёр» «The Deadly Director»                       | 21 сентября 1968 |
| Самозванец планирует заманить Фантастическую четвёрку в ловушку, выдав себя за известного голливудского режиссёра. Четвёрка сталкивается с искушением сняться в фильме и кратко рассказывает режиссёру о своих предыдущих приключениях. На следующий день квартет отправляется на остров режиссёра, где супергероям приходится пройти через смертельные ловушки и добраться до лодки на другой стороне острова, которую режиссёр затем взрывает. Самозванец сбрасывает маскировку, однако настоящий режиссёр пресекает его попытку к бегству, поскольку во время побега самозванец забывает, что он зашёл в комнату, в которой поймал настоящего режиссёра. |                                                                    |                  |

## Критика
В The Encyclopedia of American Animated Television Shows Дэвид Перлмуттер написал: «Несмотря на то, что Hanna-Barbera из-за очевидных производственных ограничений не могла воспроизвести сложный, запутанный сюжет Ли и Кирби из комиксов, их адаптация Четвёрки 1967 года создавалась с уважением к первоисточнику, и дала возможность тем, кто не читал комиксы, познакомиться с командой. Были необычайно хорошо подобраны актёры озвучивания, в частности выделялся Фрис, давший Существу бруклинский акцент, и это помогло компенсировать несовершенную анимацию того времени. К сожалению, ошибочные опасения по поводу насилия в средствах массовой информации в конечном итоге маргинализировали сериал, как и другие сериалы того периода».